# Pravaštvo u Bosni i Hercegovini

## U Austro-Ugarskoj
Austrougarske državne vlasti nisu držale poželjnim organiziranje starčevićanske stranke pod pravaškim imenom u anektiranoj Bosni i Hercegovini. Stoga je skupina domoljubnih intelektualaca utemeljila Hrvatsku narodnu zajednicu, koja je imala ulogu etablirati pravaštvo u Bosni i Hercegovini. HNZ su podupirali franjevci, seljački stalež te nisko obrtništvo. Stranku je predvodio dr. Nikola Mandić, a od ostalih odličnika se ističu dr. Ivo Pilar, Safvet-beg Bašagić, književnik Hamid Ekrem Sahinović i Jozo Sunarić.
Hrvatska katolička udruga, odnosno Hrvatska katolička zajednica bila je druga politička stranka s pravaškim usmjerenjem koja je početkom 20. stoljeća djelovala u Bosni i Hercegovini, tada u sastavu Austro-Ugarske. Vođa joj je bio rimokatolički nadbiskup vrhbosanski dr. Josip Stadler, a okupljala je pretežno hrvatsko stanovništvo. Bila je bliska Čistoj stranci prava i Hrvatskoj kršćansko-socijalnoj stranci prava u Banskoj Hrvatskoj, a naročito Čistoj stranci prava u Dalmaciji te se je zalagala za ujedinjenje BiH s Hrvatskom, u sastavu Austro-Ugarske. Glavna odrednica njezina djelovanja bio je politički katolicizam.
To je bio jedan od glavnih razloga zašto su se Pilar i njegovi pristaše odvojili od suradnje s Katoličkom udrugom, iako su ranije blisko surađivali s nadbiskupom Stadlerom i njegovom strankom. Drugi je razlog bio inzistiranje na ujedinjenju BiH s Hrvatskom, što je izazvalo otpor muslimanskih i srpskih političara. Budući da su zajedno su bile dio Svepravaške organizacije (1911. – 1913.), kasnije su, u vrijeme I. svjetskog rata, opet surađivali.
Na izborima za Bosanski sabor 1910. godine Hrvatska katolička udruga osvojila je znatno manje mandata od Hrvatske narodne zajednice.

## U suvremenoj BiH
Hrvatska stranka prava utemeljena je u Bosni i Hercegovini 1991. godine, kao sestrinska stranka Hrvatske stranke prava u Hrvatskoj. Bila je aktivno uključena u obranu u vrijeme srpske pobune i agresije u Bosni i Hercegovini postrojbama HOS-a. Nakon svih raskola i peripetija s imenom stranke od 2010. godine djeluje kao Hrvatska stranka prava BiH.
Stranka hrvatskog prava osnovana je 2004. godine. Kao sestrinska stranka Hrvatske stranke prava dr. Ante Starčević nastala je Hrvatska stranka prava dr. Ante Starčević Bosne i Hercegovine, 2010. godine. Iste godine nastaje i Hrvatska stranka prava Herceg-Bosne.

## Također pogledajte
- Stranka prava
- Pravaštvo u Istri
- Pravaštvo u Dalmaciji
- Hrvatsko državno pravo